# شلفلیت
شلفلیت (به انگلیسی: Shalfleet) یک روستا و محله مدنی در بریتانیا است که در جزیره وایت واقع شده‌است. شلفلیت ۱٬۵۴۶ نفر جمعیت دارد.